# Liste des princes d'Arches
Les princes d'Arches ont été, de 1608 à 1708, les souverains de la principauté d'Arches créée par Charles Gonzague.
- 1608-1637 : Charles Ier (1580-1637) né Charles Ier Gonzague, 1er prince d'Arches, duc de Nevers, de Rethel, de Mantoue et de Montferrat
- 1637-1665 : Charles II (1629-1665) né Charles III Gonzague, 2e prince d'Arches, duc de Nevers, de Rethel, de Mayenne, de Mantoue et de Montferrat, petit-fils du précédent
- 1665-1708 : Charles III Ferdinand (1652-1708) né Charles IV Ferdinand Gonzague, 3e prince d'Arches, duc de Mantoue et de Montferrat, fils du précédent

1708 : Rattachement de la principauté à la couronne de France

## Arbre dynastique des princes
- Charles Ier (1608-1637)
  - (Charles III, duc de Mayenne)
    - Charles II (1637-1665)
      - Charles III Ferdinand (1665-1708)